# Ricardo Kanji
Ricardo Kanji (São Paulo, 1º de março de 1948 — São Paulo, 24 de fevereiro de 2025) foi um flautista,  maestro e luthier brasileiro. Professor, durante doze anos, do Conservatório Real de Haia, era membro fundador da Orquestra do Século XVIII, e do coro e orquestra Vox Brasiliensis.

## Biografia
Iniciou os seus estudos musicais com Tatiana Braunwieser, prosseguindo-os com Lavínia Viotti, com quem teve os primeiros ensinamentos de flauta doce. Aos quinze anos,  começou a estudar flauta transversal com João Dias Carrasqueira (1908 – 2000) e, dois anos mais tarde, ingressou na Orquestra Filarmônica de São Paulo (já extinta)  e na Orquestra Sinfônica Municipal de São Paulo.
Em 1966, depois de um período de estudos nos Estados Unidos, fundou o conjunto Musikantiga. Em 1969, foi  estudar flauta transversal no Peabody Institute of Music, em Baltimore.
Kanji especializou-se na interpretação da música barroca e clássica ao longo dos 25 anos em que permaneceu nos Países Baixos. Estudou no Conservatório Real de Haia, onde foi aluno   de Frans Brüggen e de Frans Vester, entre 1970 e 1972, obtendo então seu Solist Diploma. Em 1970 foi premiado no I Concurso Internacional de Flauta Doce, em Bruges, na Bélgica. Foi  professor do Conservatório Real, de 1973 a 1995. Foi também diretor artístico da Orquestra Concerto Amsterdam, de 1991 a 1996 . Participou das mais importantes orquestras especializadas em instrumentos de época na Holanda e criou o Ensemble Philidor. Retornou ao Brasil em 1995, continuando a atuar  como concertista, regente, professor e luthier.
Foi diretor artístico do projeto História da Música Brasileira, que resgatou, com uma série de programas de televisão e CDs, a rica e pouco conhecida produção musical do Brasil Colônia. Por esse trabalho foi premiado como o melhor regente de 1999, pela APCA (Associação Paulista de Críticos de Arte).
Em novembro de 2006 regeu a ópera Don Pasquale, de Donizetti, na Holanda, Bélgica e Polônia, com direção cênica de Walter Neiva, numa produção do Opera Krakowska (Teatro de Ópera de Cracóvia). O CD Neukomm no Brasil, realizado por Ricardo Kanji e Rosana Lanzelotte, recebeu o Prêmio Bravo de melhor gravação do ano, em 2009.
Mais recentemente, Ricardo Kanji  dedicava-se a difundir a música colonial do Brasil e das Américas, atuando como regente convidado no Brasil e na Europa.

## Morte
Ricardo Kanji faleceu em São Paulo, no dia 24 de fevereiro de 2025. Em janeiro, ele havia sido diagnosticado com um tumor cerebral que evoluiu rapidamente.